# Numedalsbanen
Numedalsbanen is een voormalige spoorlijn in Noorwegen. De lijn tussen Rødberg en Kongsberg werd geopend in 1927. Het personenvervoer werd gestaakt per 1 januari 1989. Het tracé tussen Rødberg en Rollag is formeel opgeheven. Tussen Rollag en Kongsberg rijdt af en toe nog een goederentrein. De naam van de lijn is afgeleid van het Numedal.